# Štěpánka Mertová
Štěpánka Mertová (* 11. Dezember 1930 in Moravičany; † 20. September 2004) war eine tschechoslowakische Diskuswerferin.
Bei den Europameisterschaften 1954 in Bern wurde sie Vierte und bei den Olympischen Spielen 1956 in Melbourne Achte.
1958 gewann sie Silber bei den Europameisterschaften in Stockholm.
Einem elften Platz bei den Olympischen Spielen 1960 in Rom folgte jeweils ein achter Platz bei den Europameisterschaften 1962 in Belgrad und den Europameisterschaften 1966 in Budapest.
Fünfmal wurde sie Tschechoslowakische Meisterin (1953, 1954, 1957–1959). Ihre persönliche Bestleistung von 54,17 m stellte sie am 22. Mai 1960 in Prag auf.